# محطة تيجو
محطة الطاقة الحرارية تيجو
محطة تيجو كانت محطة للطاقة الحرارية مملوكة لمجموعة الشركات المتحدة للغاز والكهرباء (CRGE)، تقع في حي بيليم في العاصمة البرتغالية وهي المحطة التي أمدت المدينة ومنطقة لشبونة بأكملها بالطاقة والكهرباء. واستمر نشاطها في الفترة ما بين عام 1909 حتى عام 1972، علما بأنه منذ عام 1951 كانت تستخدم كمحطة طاقة احتياطية. ومع مرور الوقت، خضعت لعدة تعديلات وتوسعات، مرورا بمراحل مختلفة من البناء والإنتاج.
بنيت محطة تيجو الأولى، والتي لم تعد منشآتها باقية في عام 1909 واستمرت في العمل حتى عام 1921. في عام 1914 بدأ تشييد مباني غلايات الضغط المنخفض وغرفة المحركات، والتي في وقت لاحق تم توسيعها عدة مرات. وأخيرا، في عام 1941 تم بناء الغلايات ذات الضغط العالي، لتمثل أكبر قدرة انتاجية لتوليد الكهرباء في المحطة. وفي عام 1951 تم توسيعها لتضم غلاية أخرى جديدة.
على الرغم من ان المحطة تم استخدامها للمرة الأخيرة في عام 1972، إلا أن الإغلاق الرسمي لم يحدث الا في عام 1975، وبناء علي اهميتها كشاهد حي علي التراث الصناعي لمدينة لشبونة فلذلك تم تصنيفها من ضمن منشأت الملكية العامة وذلك في عام 1986. ومنذ عام 1990 ومحطة كهرباء تيجو مفتوحة كمتحف للكهرباء.

## نبذة تاريخية
انظر محطة تيجو (تاريخ)
المنشآت التي شيدت في عام 1909، والتي لم تعد باقية كانت بمثابة البنية الأولى لمحطة الطاقة الحرارية تيجو والتي استمرت في العمل حتى عام 1921. تم تصميم المنشآت وتخطيتها من قبل المهندس لوسيان نيو ونفدت بنايتها من قبل شركة فيلارد وتوزيت (وهذا الأخير، توزيت، كان تلميذ غوستاف إيفل).
خلال عدة سنوات تم تعديل المعدات لزياد قوة وقدرة المحطة، في عام 1912 ، وهي السنة التي تم فيها تهيئة وتدشين جميع المعدات، كانت المحطة تحتوي على خمسة عشر غلاية صغيرة Belleville وخمسة مجموعات من المولدات بقدرة انتاجية 7,75 ميغاواط. ومنذ عام 1916 حتى توقفها عام 1921كانت تعمل المحطة بقوة بخارية من الغلايات الجديدة الموجودة في مبنى الضغط المنخفط حتى تم اغلاق المبنى وتفكيكه واستخدامه كمخازن وورش للعمل منذ هذا الوقت حتى عام 1938. حيث تم هدم المبنى القديم لإنشاء مبنى غلايات الضغط العالي.

### مرحلة الضغط المنخفض
تم البدء في تنفيذ مولدات الضغط المنخفض عام 1914 واكتملت عام 1930 مرورا بثلاث مراحل من التنفيذ غاية في الاهمية.
الأولى (من عام 1914 حتى عام 1921) وتم تنفيذ مولدين صناعين للغلايات وغرفة المحركات لمولد التيار المتردد والمحطات الفرعية.
المرحلة الثانية (من عام 1924 حتى عام 1921) وتمثلت في توسيع غرفة الغلايات من خلال أكبر آلة جديدة وشراء مجموعة من المولدات وبناء موزع جديد للفحم والارصفة لقنوات التبريد.
واخيرا في المرحلة الثالثة (من عام 1928 حتى عام 1930) كانت المرحلة الاخيرة في تحديث غرفة الغلايات بآلة صناعية جديدة بقدرة وانتاجية أكبر من الالات السابقة في غرفة المحركات والمحطات الفرعية.
وفي عام 1930 ، غرفة الغلايات في المحطة كانت تحتوي علي احدي عشر غلاية ذات الضغط المنخفض، عشرة غلايات من نوع شركة بابكوك ويلكوكس وواحدة من نوع همبولت. وغرفة الماكينات بدورها كانت تحتوي علي خمس مولدات مختلفة في قوتها الانتاجية وفي انواعها (Escher & Wiss، شركة الكهرباء العامة (dois grupos), Stal-Asea e Escher Wiss/Thompson.)

### مرحلة الضغط المرتفع
مع زيادة قوة المجموعتين الجديدتين من توربينات شركة الكهرباء العامة والتي اكتملت عام 1934 كان من الضروري تركيب غلايات جديدة لتعمل بقوة البخار بضغط عالي وقد تم انشائها على الأراضي التي كانت تابعة لمحطة تيجو الأولى، والتي تم هدمها عام 1938 ، لبناء هذا المبنى الجديد للغلايات ذات الضغط العالي. وهو المبنى المثير للإعجاب من بين بنايات المجموعة حيث يضم في داخله ثلاث مولدات كبيرة ذات الضغط العالي من نوع شركة بابكوك ويلكوكس والتي بدأت المحطة في استخدامها عام 1941.
مع هدم المبنى الأول لمحطة تيجو وبناء مبنى غلايات الضغط العالي كانت هناك حاجة إلى مساحة أكبر لتوسيع ورش العمل والمخازن وبناء عليه قامت مجموعة الشركات المتحدة للغاز والكهرباء (CRGE) بشراء الأراضي التي كانت تقع في الجانب الشرقي من مبانيها في المكان والتي كان مقام عليها قديما شركة السكر سينا سوجار المحلية المملوكة لشركة سكر موزمبيق. وكان من الضروري أيضا إنشاء غرفة للمساعدات في تحليل وتطهير المياه والتي تم بنائها في مكان المبنى القديم للضغط المنخفض بعد تفكيك اثنين غلايتين سابقتين.
في عام 1950 تم توسيع مبنى الضغط العالي باضافة غلاية جديدة والتي بدأت في العمل بعد عام لتمثل اخر تطوير في المحطة.

### الاندماج إلى الشبكة الكهربائية المحلية
مع بدأ العمل بقانون 2002 لسنة 1944 – فانون تنظيم الطاقة الكهربائية المحلية والذي اعطي الاولوية المطلقة لتوليد الطاقة الكهرومائية، تحول دور محطة توليد الكهرباء تيجو إلى دور ثانوي في قطاع الكهرباء بعد إنشاء أول وأكبر محطة للطاقة الكهرومائية في كاستيلو دي بودي والذي بدأ في العمل عام 1951 والتي حولت محطة تيجو بدورها إلى محطة احتياطية لتوليد الكهرباء.
والرغم من ذلك ظلت محطة تيجو مستمرة في العمل مابين 1951 وعام 1968 ماعدا عام 1961. وفي عام 1972 وفي اعقاب الهجوم على نظام سالازار، تم اسقاط وتدمير خطوط الضغط العالي التي تنقل الطاقة الكهربائية إلى لشبونة الآتية من سد كاستيلو دي بودي. وعادت محطة تيجو مرة أخرى للعمل في توليد الكهرباء للمرة الاخيرة في تاريخها. واغلاقت رسميا في عام 1975.

### محطة تيجو تتحول الي متحف للكهرباء
انظر متحف الكهرباء
بعد الإغلاق وتأميم شركات الكهرباء، قررإعطاء حياة جديدة لهذه المحطة القديمة للطاقة الحرارية وفتحها مرة أخرة لغرض ثقافي تراثي. في عام 1986 تم تشكييل أول هيئة مسؤولة عن المتحف وفي عام 1990 تم فتح ابواب المحطة للعموم.
مابين عام 2001 و2005 تم إعادة هيكلة المتحف بداية من التراث المعماري وصولا إلى محتويات المتحف. واخيرا وفي عام 2006 اعاد افتتاحه مرة أخرى ولكن هذه المرة بشكل تعليمي وديناميكي أكثر.

## البناء المعماري
انظر محطة تيجو (البناء المعماري)
البناء المعماري لمحطة تيجو، وبعد العديد من التعديلات والتوسعات على مدار السنين، مازال في حالة جيدة وممتازة ممثلا رمزا للحركة الصناعية في النصف الأول من القرن العشرين.
توجد كل المباني والمنشئات في حالة من الانسجام الجمالي بفضل استخدام اساسات من الحديد والطوب في جميع اركانها. ورغم ذك هناك اختلافات في الشكل بين مبانى الضغط المنخفض ومبانى الضغط المرتفع

## عمل المحطة
انظر محطة تيجو (طريقة العمل)
العمل الاساسي لمحطة الطاقة الحرارية يتمثل في حرق الوقود لاستخراج البخار والذي بدوره يقوم بتحريك المولد الكهربائيلانتاج التيار الكهربائي. وهذا التعريف البسيط يعتبر سهل من حيث النظرية ولكن تطبيقه بشكل عملي يحتاج الي مجموعة معقدة من المحركات والتقنيات والخدمات.
في محطة تيجو كان الوقود الاساسي هو الفحم، وكان يأتي عن طريق البحر ويتم تفريغه في ميدان يحمل نفس الاسم، وقد كان قبل ذلك يودع في آلة مهرسة ويذهب إلى أنابيب المخلطة لاستخدامه في المراحل التالية: الفحم يوضع في اعلي مبنى المحطة حيث كان يتم ضخه في الافران لحرقه في درجة حرارة تصل إلى 1200 درجة مئوية.
درجة الحرارة العالية بدورها تقوم بتحويل الماء الذي يسير في اسفل الغلايات إلى بخار والذي يقوم بتحريك التوربينات. الماء السائل في هذه التوربينات كان ماء كيميائي مطهر ونقي بعد تنقيته وتحليله لتفادي اتلاف معدات المحطة.
وبهذا الشكل يدور البخارفي التوربينات بضغط عالي (38 كجم / سم ²) وصولا إلى المولدات، حيث تقوم التوربينة بتحويل الطاقة الحرارية من البخار إلى طاقة ميكانيكية والمولد بدوره يقوم بتحويل الطاقة الميكانيكية إلى طاقة كهربائية، منتجا طاقة كهربائية بقوة 10.500 واط بتردد يصل إلى 50 هرتز، وبعد ذلك تصل إلى المحطة المركزية لتوزيعها على المستهلكين.
والبخار بدوره بعد القيام بتحريك التوربينات يتم توجيهه إلى المكثفات ليتحول إلى ماء مرة أخرى حتى يعاد استخدامه في الغلايات. فالبخارالساخن يعود إلى حالته الأولى كسائل بسبب الاختلاط مع الجدران الباردة في سقف المكثفات التي كان يمر بأسفلها مياه النهر. ولذلك مياه النهر لم تختلط ابدا مع المياه المستخدمة في توليد الكهرباء وبهذا فالمياه المستخدمة في عملية التوليد كانت ترجع إلى الغلايات مرة أخرى وبالتالي اغلاق الدائرة.

## ظروف العمل في المحطة
انظر محطة تيجو (ظروف العمل)
من المستحيل ان يتم تشغيل المحطة بدون العمال الذين كانوا يعملون فيها وخلال اجيال مختلفة. وكان من الضروري تقسيم الأدوار والوظائف بنظام الدوريات لضمان العمل بشكل متواصل في المحطة.
كان حوالي خمسمائة عامل يعملون خلال النهار والليل موزعون على حوالي خمسة واربعين وظيفة مختلفة. وهذه الوظائف كانت متباينة بداية من حمال الفحم وصولا إلى التقنين والمهندسين أكثر خبرة مرورا بعمال غرفة الغالايات وورشة النجارة والحدادة وإلى آخره...
الأعمال التي هي أكثر قساوة كانت تلك التي تشملت عملية حرق الفحم سواء في غرفة الغلايات أو في غرفة الإحراق، وكانوا العمال يتحملون درجات الحرارة المرتفعة وظروف العمل القاسية بسبب حرق الفحم في اسفل الغلايات والغبار الناتج عن الحريق والضوضاء الناتجة عن التوربينات خلال كل وقت عمل الدورية. وبالرغم من ذلك كانت غرفة الغلايات تستوعب أكبر عدد من العمال ومهام مختلفة. هنا يوجد كل من رئيس تقني مهندس ومهندس تقني ومشرف وعمال حرق الفحم جميعهم يعملون بجد تحت هذه الظروف القاسية خصوصا العمال املذكورين في الأخير.

## قيمة حضارية
تعتبر محطة تيجو قيمة حضارية كبيرة ليس فقط بسبب اهميتها المعمارية أو الاثرية ولكن أيضا لاهميتها التاريخية والاجتماعية والأنثروبولوجية والاقتصادية.
هذا التراث الذي ترك نشاطه منذ فترة طويلة كمحطة للطاقة لا أحد ينكر انه كان مركزا مهما في لشبونة والبرتغال حتى منتصف القرن العشرين. أمد بخطوطه المدينة بأكملها حتى ساحل واد تيجو مضيئا للشوارع والمنازل ومزودا الكهرباء للمصانع. وبدون هذه المحطة لكان تاريخ لشبونة مختلفا. كانت محطة تيجو بمثابة اليد الخفية التي ساعدت على تنمية وتوسع المدينة في القرن العشرين، كبداية لمرحلة الصناعة المحلية وتدشين أول خط السكة الحديدية بالكهرباء في البرتغال (لشبونة ـ كاسكايس).
في نفس الوقت، محطة تيجو كانت سبب رئيسي في تحديث مدينة لشبونة، أجيالا كثيرة عملت وقاست كثيرا تحت الغلايات ليتمكن الاخرين تشغيل الأضواء في منازلهم والتجول في احياء مضيئة بالاضواء الاصطناعية، اومن اجل السفر والترحال بهدوء جالسين داخل سيارات كهربائية مارين بسفوح وشواطئ لشبونة.